# Gemeinde Mirdita

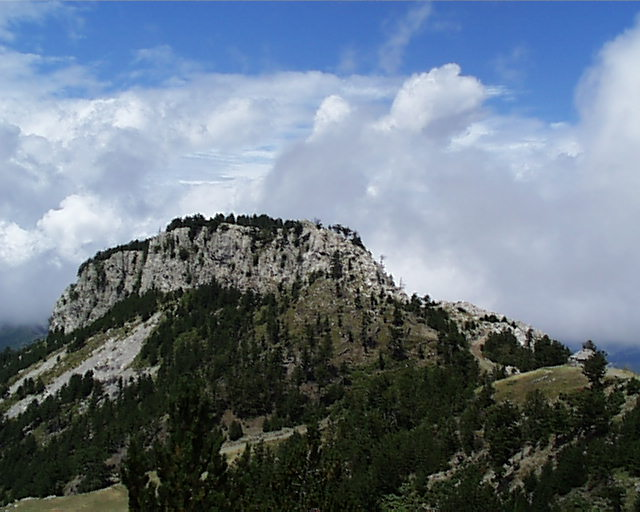
Malet e Shenjtit – Berglandschaft bei Orosh

Die Gemeinde Mirdita (albanisch Bashkia e Mirditës) ist eine der 61 Gemeinden Albaniens. Das Gebiet der Gemeinde mit einer Fläche von 867 Quadratkilometern im Qark Lezha entspricht dem ehemaligen Kreis Mirdita und umfasst das Kerngebiet der Region Mirdita. Die Gemeinde hat 13.625 Einwohner (Volkszählung 2023). Hauptort ist Rrëshen.

## Geographie

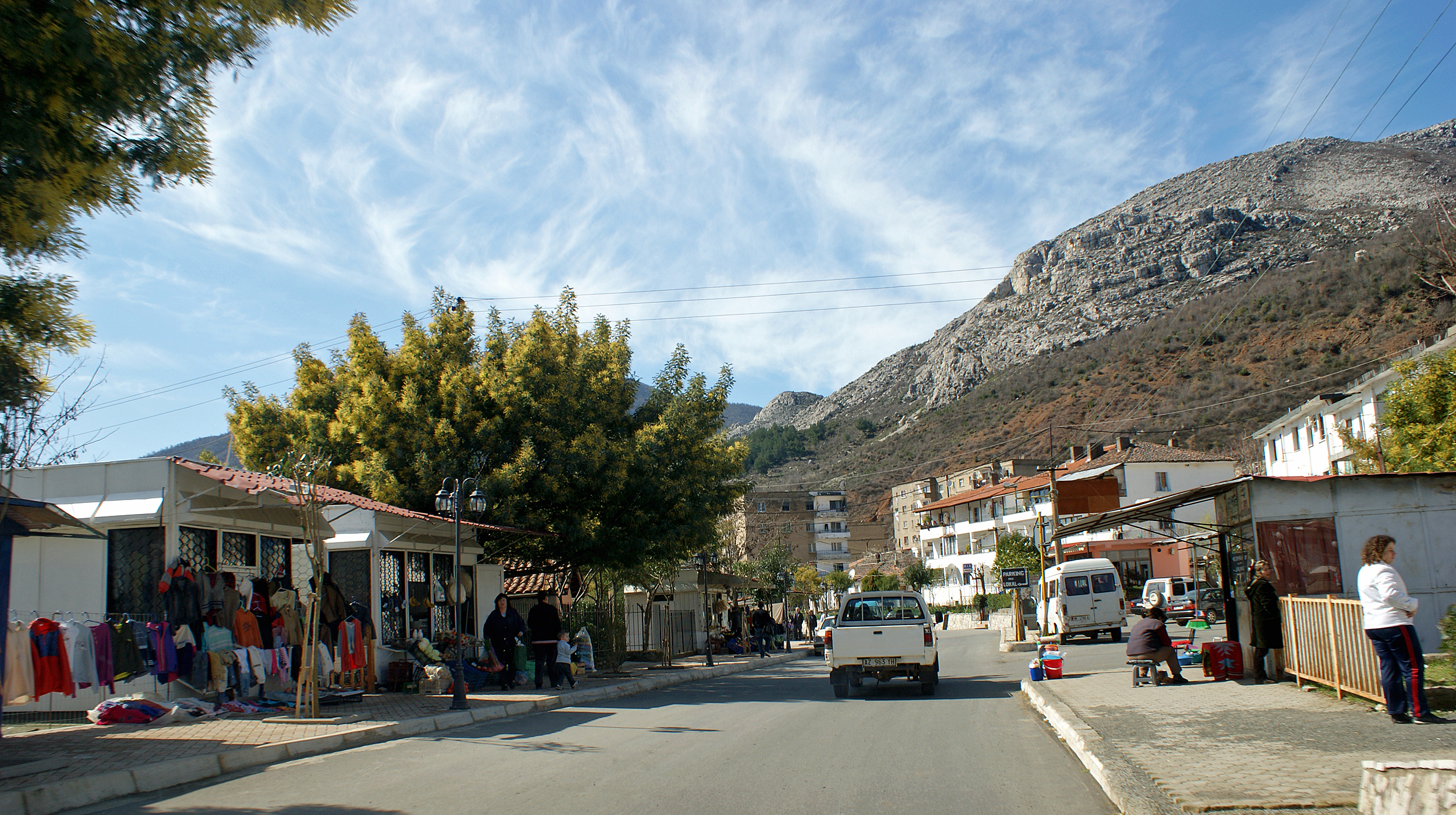
Hauptstraße von Rubik

Das Gebiet der Gemeinde Mirdita wird nach Westen von der Küstenebene und dem Meer durch eine Gebirgskette (knapp 1000 m ü. A.) getrennt. Dahinter liegt eine stark zerfurchte und erodierte Hochebene, die heute eher als Hügelland zu bezeichnen ist und vor allem im Osten und Norden in höhere Gebirgszüge bis auf 2100 m ü. A. übergeht. Höchster Punkt ist die Maja Kunora e Lurës in den Bergen von Lura mit 2121 m ü. A. Die Durchschnittshöhe der Landschaft liegt auf rund 400 m ü. A. Das Gebiet wird mit Ausnahme einiger Täler an der Süd- und Ostgrenze vollständig vom Fluss Fan entwässert.
Die Gemeinde ist schwach besiedelt. Es gibt lediglich zwei größere Ortschaften: Der heutige Hauptort Rrëshen (2011 8803 Einwohner mit umliegenden Dörfern) sowie die kleine ehemalige Bergwerksstadt Rubik (2011 4454 Einwohner mit umliegenden Dörfern). Die Bergwerkstadt Kurbnesh mit ehemals mehreren Tausend Einwohnern ist heute praktisch entvölkert. Die übrigen Dörfer verlieren sich in der hügeligen Landschaft. Das Gebiet ist seit 1992 stark von Landflucht betroffen.
Gebiete im Südosten sind Teil des Nationalparks Lura-Mali i Dejës.

## Wirtschaft und Verkehr

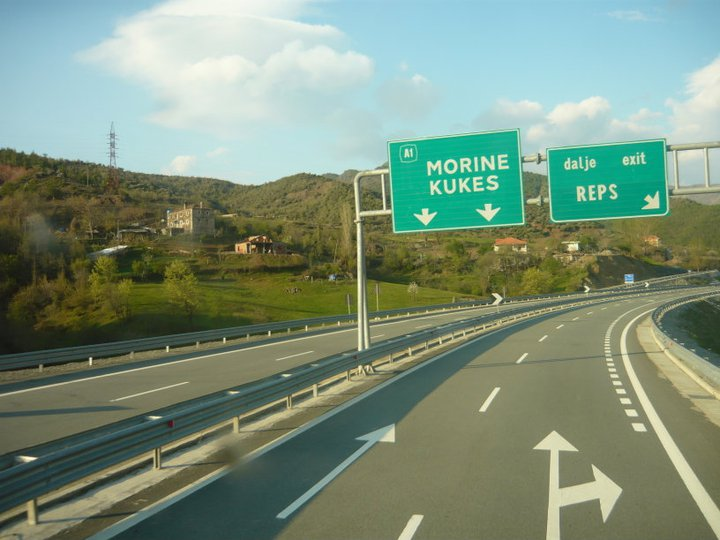
Neue Autobahn und hergebrachte Häuser bei Reps

An verschiedenen Orten wurden Kupfer und andere Bodenerze abgebaut. Wichtige Bergwerke gab es bei Rubik und Kurbnesh. In Rrëshen und Rubik gab es metallurgische Fabriken. Das Einbrechen der Weltmarktpreise, die vollkommen veraltete Technik und fehlende Investoren ließen den Bergbau nach dem Zusammenbruch des Kommunismus aber zum Stillstand kommen. Es gibt in der Gemeinde deshalb kaum namhafte produzierende Wirtschaftsbetriebe. Erst im Jahr 2006 wurden kanadische Firmen aktiv, die bei Explorationen auch Gold gefunden haben, daneben aber auch Zink und Kupfer abzubauen gedenken. Die Altlasten der Bergwerke belasten die Umgebungen noch immer.

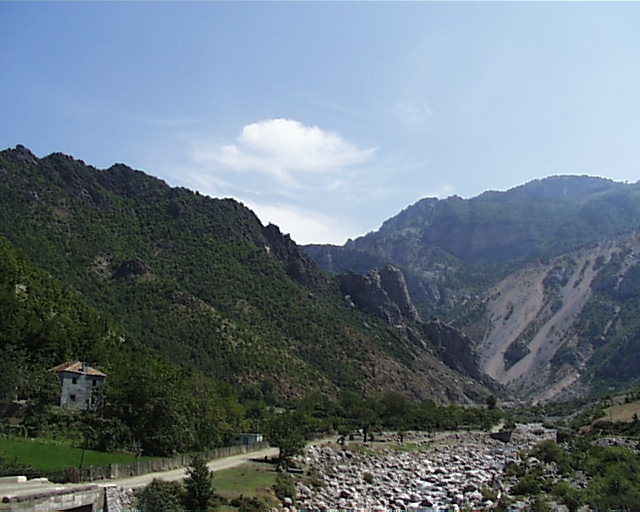
Fan i Vogël bei Klos vor dem Bau der Autobahn

Zehntausende von Personen aus der Mirdita haben seit 1990 die Region verlassen, um entweder im Ausland oder den urbanen Zentren Albaniens Arbeit zu finden. Andere zogen in die Küstenebene, weil die kleinen Grundstücke in den wenig fruchtbaren Bergen sie nicht mehr zu ernähren vermochten. Viele Zurückgebliebene leben von den Überweisungen der Migranten. Allein in den zwölf Jahren von 2011 (22.103 Einwohner; Volkszählung) bis 2023 ist die Bevölkerung nochmals um fast 40 % geschrumpft. 
Die Mirdita wird von der Hauptverbindungsstraße von Durrës nach Kosovo durchquert. Die neue Autobahn A1 nach Kukës – bislang Albaniens größtes Infrastrukturprojekt – wurde im Juni 2009 offiziell eröffnet. Der Verkehr wird streckenweise auf zwei von vier Spuren abgewickelt. Die Autobahn führt von Rrëshen nach Nordosten durchs Tal des Kleinen Fan, das zuvor kaum erschlossen war. In der äußersten Nordostecke des Gemeindegebiets bei Thirra wurde der Kalimash-Tunnel – mit über fünf Kilometern Albaniens erster längerer Tunnel – erstellt, der von dort nach Kalimash in der Gemeinde Kukës führt. Der Bau dieser Straße hat eine Zeit lang Arbeit in die Region gebracht und trägt zum Aufschwung im ganzen gebirgigen Nordostalbanien bei.
Die Eisenbahnlinie der Hekurudha Shqiptare nach Rrëshen wurde stillgelegt. Auf der ehemaligen Trasse verläuft heute die A1 von Milot nach Rubik.
In den 2010er Jahren wurden mehrere Wasserkraftwerke am Fan erbaut: Vom Qafë-Molla-Stausee wird das Wasser über einen fast zehn Kilometer langen Druckstollen ins Tal geleitet zum Wasserkraftwerk Fang südlich von Rubik, einem der leistungsfähigsten im Land.

## Verwaltungseinheiten
Im Sommer 2015 wurden sieben Gemeinden zur Gemeinde Mirdita zusammengelegt. Diese bilden seither die Njësitë administrative (Verwaltungseinheiten) der Bashkia Mirdita.
| Name     | Einwohner 2023 | Einwohner 2011 | Gemeindeart |
| -------- | -------------- | -------------- | ----------- |
| Rrëshen  | 6.773          | 8.803          | Bashkia     |
| Rubik    | 2.550          | 4.454          | Bashkia     |
| Fan      | 1.585          | 2.977          | Komuna      |
| Kaçinara | 0.257          | 1.016          | Komuna      |
| Kthjella | 1.202          | 2.209          | Komuna      |
| Orosh    | 0.900          | 1.899          | Komuna      |
| Selita   | 0.358          | 0.745          | Komuna      |